# Campionati dei Quattro continenti di pattinaggio di figura
I Campionati dei Quattro continenti di pattinaggio di figura sono una competizione annuale di pattinaggio di figura, promossa nel 1999 dall'International Skating Union per consentire ai pattinatori esclusi dai Campionati europei di pattinaggio di figura di gareggiare in una competizione simile. Si svolgono durante la Stagione di pattinaggio di figura. Il nome fa riferimento ai quattro continenti ammessi alla manifestazione: Africa, Americhe (considerate unitariamente, come nel corrispondente cerchio della bandiera olimpica), Asia e Oceania. I campionati prevedono gare di pattinaggio artistico su ghiaccio singolo, maschile e femminile, pattinaggio artistico su ghiaccio a coppie e danza su ghiaccio.
Storicamente, le competizioni sono state dominate da soli quattro Paesi (Canada, Cina, Giappone e Stati Uniti), che hanno vinto 267 delle 276 medaglie assegnate.

## Qualificazioni
Ogni Paese non europeo membro dell'ISU può iscrivere tre atleti o coppie per ognuna delle quattro discipline previste; la selezione è demandata alle singole federazioni nazionali. Come tutte le competizioni non juniores sotto l'egida dell'ISU, possono partecipare soltanto pattinatori che hanno compiuto il quindicesimo anno di età entro il 1º giugno dell'anno precedente i campionati.
Attualmente possono inviare atleti ai campionati le federazioni di Argentina, Australia, Brasile, Canada, Cina, Corea del Nord, Corea del Sud, Filippine, Giappone, Hong Kong, India, Kazakistan, Messico, Mongolia, Nuova Zelanda, Porto Rico, Singapore, Sudafrica, Taiwan Thailandia, Stati Uniti e Uzbekistan.

## Risultati

### Singolo maschile[2]
| Edizione | Città            | Oro                                                  | Argento                                              | Bronzo                                               |                                                      |                                                      |                                                      |
| 1999     | Halifax          | Takeshi Honda                                        | Li Chengjiang                                        | Elvis Stojko                                         |                                                      |                                                      |                                                      |
| 2000     | Osaka            | Elvis Stojko                                         | Li Chengjiang                                        | Zhang Min                                            |                                                      |                                                      |                                                      |
| 2001     | Salt Lake City   | Li Chengjiang                                        | Takeshi Honda                                        | Michael Weiss                                        |                                                      |                                                      |                                                      |
| 2002     | Jeonju           | Jeffrey Buttle                                       | Takeshi Honda                                        | Gao Song                                             |                                                      |                                                      |                                                      |
| 2003     | Pechino          | Takeshi Honda                                        | Zhang Min                                            | Li Chengjiang                                        |                                                      |                                                      |                                                      |
| 2004     | Hamilton         | Jeffrey Buttle                                       | Emanuel Sandhu                                       | Evan Lysacek                                         |                                                      |                                                      |                                                      |
| 2005     | Gangneung        | Evan Lysacek                                         | Li Chengjiang                                        | Daisuke Takahashi                                    |                                                      |                                                      |                                                      |
| 2006     | Colorado Springs | Nobunari Oda                                         | Christopher Mabee                                    | Matthew Savoie                                       |                                                      |                                                      |                                                      |
| 2007     | Colorado Springs | Evan Lysacek                                         | Jeffrey Buttle                                       | Jeremy Abbott                                        |                                                      |                                                      |                                                      |
| 2008     | Goyang           | Daisuke Takahashi                                    | Jeffrey Buttle                                       | Evan Lysacek                                         |                                                      |                                                      |                                                      |
| 2009     | Vancouver        | Patrick Chan                                         | Evan Lysacek                                         | Takahiko Kozuka                                      |                                                      |                                                      |                                                      |
| 2010     | Jeonju           | Adam Rippon                                          | Tatsuki Machida                                      | Kevin Reynolds                                       |                                                      |                                                      |                                                      |
| 2011     | Taipei           | Daisuke Takahashi                                    | Yuzuru Hanyū                                         | Jeremy Abbott                                        |                                                      |                                                      |                                                      |
| 2012     | Colorado Springs | Patrick Chan                                         | Daisuke Takahashi                                    | Ross Miner                                           |                                                      |                                                      |                                                      |
| 2013     | Osaka            | Kevin Reynolds                                       | Yuzuru Hanyū                                         | Yan Han                                              |                                                      |                                                      |                                                      |
| 2014     | Taipei           | Takahito Mura                                        | Takahiko Kozuka                                      | Song Nan                                             |                                                      |                                                      |                                                      |
| 2015     | Seul             | Denïs Ten                                            | Joshua Farris                                        | Yan Han                                              |                                                      |                                                      |                                                      |
| 2016     | Taipei           | Patrick Chan                                         | Jin Boyang                                           | Yan Han                                              |                                                      |                                                      |                                                      |
| 2017     | Gangneung        | Nathan Chen                                          | Yuzuru Hanyū                                         | Shōma Uno                                            |                                                      |                                                      |                                                      |
| 2018     | Taipei           | Jin Boyang                                           | Shōma Uno                                            | Jason Brown                                          |                                                      |                                                      |                                                      |
| 2019     | Anaheim          | Shōma Uno                                            | Jin Boyang                                           | Vincent Zhou                                         |                                                      |                                                      |                                                      |
| 2020     | Seul             | Yuzuru Hanyū                                         | Jason Brown                                          | Yūma Kagiyama                                        |                                                      |                                                      |                                                      |
| 2021     | Sydney           | Evento cancellato a causa della pandemia di COVID-19 | Evento cancellato a causa della pandemia di COVID-19 | Evento cancellato a causa della pandemia di COVID-19 | Evento cancellato a causa della pandemia di COVID-19 | Evento cancellato a causa della pandemia di COVID-19 | Evento cancellato a causa della pandemia di COVID-19 |
| 2022     | Tallinn          | Cha Jun-hwan                                         | Kazuki Tomono                                        | Kao Miura                                            |                                                      |                                                      |                                                      |
| 2023     | Colorado Springs | Kao Miura                                            | Keegan Messing                                       | Shun Satō                                            |                                                      |                                                      |                                                      |
| 2024     | Shanghai         | Yūma Kagiyama                                        | Shun Satō                                            | Cha Jun-hwan                                         |                                                      |                                                      |                                                      |
| 2025     | Seoul            | Mikhail Shaidorov                                    | Cha Jun-hwan                                         | Jimmy Ma                                             |                                                      |                                                      |                                                      |

### Singolo femminile[2]
| Edizione | Città            | Oro                                                  | Argento                                              | Bronzo                                               |                                                      |                                                      |                                                      |
| 1999     | Halifax          | Tat'jana Malinina                                    | Amber Corwin                                         | Angela Nikodinov                                     |                                                      |                                                      |                                                      |
| 2000     | Osaka            | Angela Nikodinov                                     | Stacey Pensgen                                       | Annie Bellemare                                      |                                                      |                                                      |                                                      |
| 2001     | Salt Lake City   | Fumie Suguri                                         | Angela Nikodinov                                     | Yoshie Onda                                          |                                                      |                                                      |                                                      |
| 2002     | Jeonju           | Jennifer Kirk                                        | Shizuka Arakawa                                      | Yoshie Onda                                          |                                                      |                                                      |                                                      |
| 2003     | Pechino          | Fumie Suguri                                         | Shizuka Arakawa                                      | Yukari Nakano                                        |                                                      |                                                      |                                                      |
| 2004     | Hamilton         | Yukina Ota                                           | Cynthia Phaneuf                                      | Amber Corwin                                         |                                                      |                                                      |                                                      |
| 2005     | Gangneung        | Fumie Suguri                                         | Yoshie Onda                                          | Jennifer Kirk                                        |                                                      |                                                      |                                                      |
| 2006     | Colorado Springs | Katy Taylor                                          | Yukari Nakano                                        | Beatrisa Liang                                       |                                                      |                                                      |                                                      |
| 2007     | Colorado Springs | Kimmie Meissner                                      | Emily Hughes                                         | Joannie Rochette                                     |                                                      |                                                      |                                                      |
| 2008     | Goyang           | Mao Asada                                            | Joannie Rochette                                     | Miki Andō                                            |                                                      |                                                      |                                                      |
| 2009     | Vancouver        | Kim Yu-Na                                            | Joannie Rochette                                     | Mao Asada                                            |                                                      |                                                      |                                                      |
| 2010     | Jeonju           | Mao Asada                                            | Akiko Suzuki                                         | Caroline Zhang                                       |                                                      |                                                      |                                                      |
| 2011     | Taipei           | Miki Andō                                            | Mao Asada                                            | Mirai Nagasu                                         |                                                      |                                                      |                                                      |
| 2012     | Colorado Springs | Ashley Wagner                                        | Mao Asada                                            | Caroline Zhang                                       |                                                      |                                                      |                                                      |
| 2013     | Osaka            | Mao Asada                                            | Akiko Suzuki                                         | Kanako Murakami                                      |                                                      |                                                      |                                                      |
| 2014     | Taipei           | Kanako Murakami                                      | Satoko Miyahara                                      | Li Zijun                                             |                                                      |                                                      |                                                      |
| 2015     | Seul             | Polina Edmunds                                       | Satoko Miyahara                                      | Rika Hongō                                           |                                                      |                                                      |                                                      |
| 2016     | Taipei           | Satoko Miyahara                                      | Mirai Nagasu                                         | Rika Hongō                                           |                                                      |                                                      |                                                      |
| 2017     | Gangneung        | Mai Mihara                                           | Gabrielle Daleman                                    | Mirai Nagasu                                         |                                                      |                                                      |                                                      |
| 2018     | Taipei           | Kaori Sakamoto                                       | Mai Mihara                                           | Satoko Miyahara                                      |                                                      |                                                      |                                                      |
| 2019     | Anaheim          | Rika Kihira                                          | Elizabet Tursynbaeva                                 | Mai Mihara                                           |                                                      |                                                      |                                                      |
| 2020     | Seul             | Rika Kihira                                          | You Young                                            | Bradie Tennell                                       |                                                      |                                                      |                                                      |
| 2021     | Sydney           | Evento cancellato a causa della pandemia di COVID-19 | Evento cancellato a causa della pandemia di COVID-19 | Evento cancellato a causa della pandemia di COVID-19 | Evento cancellato a causa della pandemia di COVID-19 | Evento cancellato a causa della pandemia di COVID-19 | Evento cancellato a causa della pandemia di COVID-19 |
| 2022     | Tallinn          | Mai Mihara                                           | Lee Hae-in                                           | Kim Ye-lim                                           |                                                      |                                                      |                                                      |
| 2023     | Colorado Springs | Lee Hae-in                                           | Kim Ye-lim                                           | Mone Chiba                                           |                                                      |                                                      |                                                      |
| 2024     | Shanghai         | Mone Chiba                                           | Kim Chae-yeon                                        | Rinka Watanabe                                       |                                                      |                                                      |                                                      |
| 2025     | Seoul            | Kim Chae-yeon                                        | Bradie Tennell                                       | Sarah Everhardt                                      |                                                      |                                                      |                                                      |

### Coppie[2]
| Edizione | Città            | Oro                                                  | Argento                                              | Bronzo                                               |                                                      |                                                      |                                                      |
| 1999     | Halifax          | Shen Xue / Zhao Hongbo                               | Kristy Sargeant / Kris Wirtz                         | Danielle Hartsell / Steve Hartsell                   |                                                      |                                                      |                                                      |
| 2000     | Osaka            | Jamie Salé / David Pelletier                         | Kyoko Ina / John Zimmerman                           | Tiffany Scott / Philip Dulebohn                      |                                                      |                                                      |                                                      |
| 2001     | Salt Lake City   | Jamie Salé / David Pelletier                         | Shen Xue / Zhao Hongbo                               | Kyoko Ina / John Zimmerman                           |                                                      |                                                      |                                                      |
| 2002     | Jeonju           | Pang Qing / Tong Jian                                | Anabelle Langlois / Patrice Archetto                 | Zhang Dan / Zhang Hao                                |                                                      |                                                      |                                                      |
| 2003     | Pechino          | Shen Xue / Zhao Hongbo                               | Pang Qing / Tong Jian                                | Zhang Dan / Zhang Hao                                |                                                      |                                                      |                                                      |
| 2004     | Hamilton         | Pang Qing / Tong Jian                                | Zhang Dan / Zhang Hao                                | Valerie Marcoux / Craig Buntin                       |                                                      |                                                      |                                                      |
| 2005     | Gangneung        | Zhang Dan / Zhang Hao                                | Pang Qing / Tong Jian                                | Kathryn Orscher / Garrett Lucash                     |                                                      |                                                      |                                                      |
| 2006     | Colorado Springs | Rena Inoue / John Baldwin                            | Utako Wakamatsu / Jean-Sebastien Fecteau             | Elizabeth Putnam / Sean Wirtz                        |                                                      |                                                      |                                                      |
| 2007     | Colorado Springs | Shen Xue / Zhao Hongbo                               | Pang Qing / Tong Jian                                | Rena Inoue / John Baldwin                            |                                                      |                                                      |                                                      |
| 2008     | Goyang           | Pang Qing / Tong Jian                                | Zhang Dan / Zhang Hao                                | Brooke Castile / Benjamin Okolski                    |                                                      |                                                      |                                                      |
| 2009     | Vancouver        | Pang Qing / Tong Jian                                | Jessica Dubé / Bryce Davison                         | Zhang Dan / Zhang Hao                                |                                                      |                                                      |                                                      |
| 2010     | Jeonju           | Zhang Dan / Zhang Hao                                | Keauna McLaughlin / Rockne Brubaker                  | Meagan Duhamel / Craig Buntin                        |                                                      |                                                      |                                                      |
| 2011     | Taipei           | Pang Qing / Tong Jian                                | Meagan Duhamel / Eric Radford                        | Paige Lawrence / Rudi Swiegers                       |                                                      |                                                      |                                                      |
| 2012     | Colorado Springs | Sui Wenjing / Han Cong                               | Caydee Denney / John Coughlin                        | Mary Beth Marley / Rockne Brubaker                   |                                                      |                                                      |                                                      |
| 2013     | Osaka            | Meagan Duhamel / Eric Radford                        | Kirsten Moore-Towers / Dylan Moscovitch              | Marissa Castelli / Simon Shnapir                     |                                                      |                                                      |                                                      |
| 2014     | Taipei           | Sui Wenjing / Han Cong                               | Tarah Kayne / Daniel O'Shea                          | Alexa Scimeca / Chris Knierim                        |                                                      |                                                      |                                                      |
| 2015     | Seul             | Meagan Duhamel / Eric Radford                        | Cheng Peng / Zhang Hao                               | Pang Qing / Tong Jian                                |                                                      |                                                      |                                                      |
| 2016     | Taipei           | Sui Wenjing / Han Cong                               | Alexa Scimeca / Chris Knierim                        | Yu Xiaoyu / Jin Yang                                 |                                                      |                                                      |                                                      |
| 2017     | Gangneung        | Sui Wenjing / Han Cong                               | Meagan Duhamel / Eric Radford                        | Liubov Ilyusheckina / Dylan Moscovitch               |                                                      |                                                      |                                                      |
| 2018     | Taipei           | Tarah Kayne / Danny O'Shea                           | Ashley Cain / Timothy Leduc                          | Tae Ok Ryom / Ju Sik Kim                             |                                                      |                                                      |                                                      |
| 2019     | Anaheim          | Sui Wenjing / Han Cong                               | Kirsten Moore-Towers / Michael Marinaro              | Peng Cheng / Jin Yang                                |                                                      |                                                      |                                                      |
| 2020     | Seul             | Sui Wenjing / Han Cong                               | Peng Cheng / Jin Yang                                | Kirsten Moore-Towers / Michael Marinaro              |                                                      |                                                      |                                                      |
| 2021     | Sydney           | Evento cancellato a causa della pandemia di COVID-19 | Evento cancellato a causa della pandemia di COVID-19 | Evento cancellato a causa della pandemia di COVID-19 | Evento cancellato a causa della pandemia di COVID-19 | Evento cancellato a causa della pandemia di COVID-19 | Evento cancellato a causa della pandemia di COVID-19 |
| 2022     | Tallinn          | Audrey Lu / Misha Mitrofanov                         | Emily Chan / Spencer Akira Howe                      | Evelyn Walsh / Trennt Michaud                        |                                                      |                                                      |                                                      |
| 2023     | Colorado Springs | Riku Miura / Ryūichi Kihara                          | Emily Chan / Spencer Akira Howe                      | Deanna Stellato-Dudek / Maxime Deschamps             |                                                      |                                                      |                                                      |
| 2024     | Shanghai         | Deanna Stellato-Dudek / Maxime Deschamps             | Riku Miura / Ryūichi Kihara                          | Ellie Kam / Danny O'Shea                             |                                                      |                                                      |                                                      |
| 2025     | Seoul            | Riku Miura / Ryūichi Kihara                          | Deanna Stellato-Dudek / Maxime Deschamps             | Lia Pereira / Trennt Michaud                         |                                                      |                                                      |                                                      |

### Danza su ghiaccio[2]
| Edizione | Città            | Oro                                                  | Argento                                              | Bronzo                                               |                                                      |                                                      |                                                      |
| 1999     | Halifax          | Shae-Lynn Bourne / Victor Kraatz                     | Chantal Lefebvre / Michel Brunet                     | Naomi Lang / Peter Tchernyshev                       |                                                      |                                                      |                                                      |
| 2000     | Osaka            | Naomi Lang / Peter Tchernyshev                       | Marie-France Dubreuil / Patrice Lauzon               | Jamie Silverstein / Justin Pekarek                   |                                                      |                                                      |                                                      |
| 2001     | Salt Lake City   | Shae-Lynn Bourne / Victor Kraatz                     | Naomi Lang / Peter Tchernyshev                       | Marie-France Dubreuil / Patrice Lauzon               |                                                      |                                                      |                                                      |
| 2002     | Jeonju           | Naomi Lang / Peter Tchernyshev                       | Tanith Belbin / Benjamin Agosto                      | Megan Wing / Aaron Lowe                              |                                                      |                                                      |                                                      |
| 2003     | Pechino          | Shae-Lynn Bourne / Victor Kraatz                     | Tanith Belbin / Benjamin Agosto                      | Naomi Lang / Peter Tchernyshev                       |                                                      |                                                      |                                                      |
| 2004     | Hamilton         | Tanith Belbin / Benjamin Agosto                      | Marie-France Dubreuil / Patrice Lauzon               | Megan Wing / Aaron Lowe                              |                                                      |                                                      |                                                      |
| 2005     | Gangneung        | Tanith Belbin / Benjamin Agosto                      | Melissa Gregory / Denis Petukhov                     | Lydia Manon / Ryan O'Meara                           |                                                      |                                                      |                                                      |
| 2006     | Colorado Springs | Tanith Belbin / Benjamin Agosto                      | Morgan Matthews / Maxim Zavozin                      | Tessa Virtue / Scott Moir                            |                                                      |                                                      |                                                      |
| 2007     | Colorado Springs | Marie-France Dubreuil / Patrice Lauzon               | Tanith Belbin / Benjamin Agosto                      | Tessa Virtue / Scott Moir                            |                                                      |                                                      |                                                      |
| 2008     | Goyang           | Tessa Virtue / Scott Moir                            | Meryl Davis / Charlie White                          | Kimberly Navarro / Brent Bommentre                   |                                                      |                                                      |                                                      |
| 2009     | Vancouver        | Meryl Davis / Charlie White                          | Tessa Virtue / Scott Moir                            | Emily Samuelson / Evan Bates                         |                                                      |                                                      |                                                      |
| 2010     | Jeonju           | Kaitlyn Weaver / Andrew Poje                         | Allie Hann-McCurdy / Michael Coreno                  | Madison Hubbell / Keiffer Hubbell                    |                                                      |                                                      |                                                      |
| 2011     | Taipei           | Meryl Davis / Charlie White                          | Maia Shibutani / Alex Shibutani                      | Vanessa Crone / Paul Poirier                         |                                                      |                                                      |                                                      |
| 2012     | Colorado Springs | Tessa Virtue / Scott Moir                            | Meryl Davis / Charlie White                          | Kaitlyn Weaver / Andrew Poje                         |                                                      |                                                      |                                                      |
| 2013     | Osaka            | Meryl Davis / Charlie White                          | Tessa Virtue / Scott Moir                            | Madison Chock / Evan Bates                           |                                                      |                                                      |                                                      |
| 2014     | Taipei           | Madison Hubbell / Zachary Donohue                    | Piper Gilles / Paul Poirier                          | Alexandra Aldridge / Daniel Eaton                    |                                                      |                                                      |                                                      |
| 2015     | Seul             | Kaitlyn Weaver / Andrew Poje                         | Madison Chock / Evan Bates                           | Maia Shibutani / Alex Shibutani                      |                                                      |                                                      |                                                      |
| 2016     | Taipei           | Maia Shibutani / Alex Shibutani                      | Madison Chock / Evan Bates                           | Kaitlyn Weaver / Andrew Poje                         |                                                      |                                                      |                                                      |
| 2017     | Gangneung        | Tessa Virtue / Scott Moir                            | Maia Shibutani / Alex Shibutani                      | Madison Chock / Evan Bates                           |                                                      |                                                      |                                                      |
| 2018     | Taipei           | Kaitlin Hawayek / Jean-Luc Baker                     | Carolane Soucisse/ Shane Firus                       | Kana Muramoto / Chris Reed                           |                                                      |                                                      |                                                      |
| 2019     | Anaheim          | Madison Chock / Evan Bates                           | Kaitlyn Weaver/ Andrew Poje                          | Piper Gilles / Paul Poirier                          |                                                      |                                                      |                                                      |
| 2020     | Seul             | Madison Chock / Evan Bates                           | Piper Gilles / Paul Poirier                          | Madison Hubbell / Zachary Donohue                    |                                                      |                                                      |                                                      |
| 2021     | Sydney           | Evento cancellato a causa della pandemia di COVID-19 | Evento cancellato a causa della pandemia di COVID-19 | Evento cancellato a causa della pandemia di COVID-19 | Evento cancellato a causa della pandemia di COVID-19 | Evento cancellato a causa della pandemia di COVID-19 | Evento cancellato a causa della pandemia di COVID-19 |
| 2022     | Tallinn          | Caroline Green / Michael Parsons                     | Kana Muramoto / Daisuke Takahashi                    | Christina Carreira / Anthony Ponomarenko             |                                                      |                                                      |                                                      |
| 2023     | Colorado Springs | Madison Chock / Evan Bates                           | Laurence Fournier Beaudry / Nikolaj Sørensen         | Marjorie Lajoie / Zachary Lagha                      |                                                      |                                                      |                                                      |
| 2024     | Shanghai         | Piper Gilles / Paul Poirier                          | Laurence Fournier Beaudry / Nikolaj Sørensen         | Christina Carreira / Anthony Ponomarenko             |                                                      |                                                      |                                                      |
| 2025     | Seoul            | Piper Gilles / Paul Poirier                          | Madison Chock / Evan Bates                           | Marjorie Lajoie / Zachary Lagha                      |                                                      |                                                      |                                                      |

## Medagliere
Aggiornato all'edizione 2024
| Pos.   | Paese          | Oro | Argento | Bronzo | Totale |
| ------ | -------------- | --- | ------- | ------ | ------ |
| 1      | Stati Uniti    | 28  | 28      | 42     | 98     |
| 2      | Giappone       | 27  | 24      | 19     | 70     |
| 3      | Canada         | 22  | 29      | 22     | 73     |
| 4      | Cina           | 18  | 14      | 14     | 46     |
| 5      | Corea del Sud  | 3   | 4       | 2      | 9      |
| 6      | Kazakistan     | 1   | 1       | 0      | 2      |
| 7      | Uzbekistan     | 1   | 0       | 0      | 1      |
| 8      | Corea del Nord | 0   | 0       | 1      | 1      |
| Totale | Totale         | 96  | 96      | 96     | 288    |